# Sauzette
La Sauzette est un cours d'eau français de Vaucluse, affluent de la Mède et donc sous-affluent du Rhône.

## Affluent
De 4,6 km de longueur, la Sauzette n'a aucun affluent connu.

## Villes traversées
Aubignan, 
 Loriol-du-Comtat, 
 Monteux, 
 Sarrians, 
Carpentras.